# Восточная горнорудная компания
Восточная горнорудная компания (ВГК) — российская угледобывающая компания.
В 2016 году компания занимала 26 место в рейтинге угледобывающих компаний РФ. ВГК является основным угледобывающим предприятием Сахалина. Компания обеспечивает более 50% добычи бурого угля в Сахалинской области. В 2018 году продукция ВГК экспортировалась в Таиланд, Вьетнам, Индию, Южную Корею, Китай, Филиппины, Японию, Бангладеш.
Основными активами компании являются Солнцевский угольный разрез и Северо-восточная угольная компания.

## История
История Восточной горнорудной компании восходит к открытию в 1980-х годах Солнцевского буроугольного месторождения, разработка которого началась в 1987 году. Общие ресурсы месторождения превышают 3 млрд тонн, разведанные запасы — порядка 800 млн тонн, в том числе порядка 500 млн тонн — под открытую отработку.
После начала разработки месторождения, всего с 1987 по 2003 год, на месторождении было 4,4 млн тонн угля. В 2011 году собственники решили обновить производство и создать предприятие.
Группа ИСТ и угледобывающая компания «Сахалинуголь» объединили угольные активы и создали совместное предприятие «Восточная горнорудная компания», в которое вошли ОАО «Сахалинуголь-2», владеющее лицензией на Солнцевское угольное месторождение и ОАО «Морской порт Шахтерск», и принадлежащее группе ИСТ закрытое акционерное общество «Северо-восточная угольная компания», владеющее шестью лицензиями на разработку месторождений в Омсукчанском угольном бассейне Магаданской области.
В 2011 году впервые в истории Сахалинской области на Солнцевском угольном разрезе начали работать самосвалы БЕЛАЗ 75131 грузоподъемностью 130 тонн. В 2012 году ООО «Солнцевский угольный разрез» закупил и начал эксплуатацию экскаваторов Liebherr 9250 с объёмом ковша 15 м3.
В конце 2013 года на разрез поступила техника марки Komatsu: экскаваторы PC2000, PC1250, самосвалы HD 785, карьерные бульдозеры Komatsu D375A-5 и WD 600-3, погрузчики Komatsu WA 470-3 с ковшом 6,2 м3.
В 2013 году общая численность сотрудников компании составляла порядка 800 человек, тогда же был начат проект по увеличению угледобычи на Солнцевском угольном месторождении и модернизации порта Шахтерск, в рамках которого было начато строительство конвейера от Солнцевского месторождения до угольного порта Шахтерск.

## Деятельность
Компания работает на участках «Южный-1» и «Южный-2» Солнцевского угольного месторождения, расположенного в Углегорском районе Сахалинской области. Подтвержденные запасы угля составляют более 300 млн тонн.
Восточная горнорудная компания объединяет добывающие и логистические активы. Компания занята добычей и отгрузкой бурых и каменных углей марок ЗБ и Д, а также антрацитов.
ВГК обеспечивает углем всю Сахалинскую область, а также экспортирует свою продукцию за рубеж, в Японию, Китай, Тайвань, на Филиппины и в Индию.
В 2016 году были получены и введены в работу шестнадцать самосвалов БелАЗ-75306 грузоподъемностью 220 тонн и 3 экскаватора Komatsu и Hitachi с объёмом ковша 23 м3. В декабре 2016 года в Токио ВГК заключило договор о сотрудничестве с японской корпорацией «Соджиц Корпорейшн».
В сентябре 2017 года компания начала сотрудничать с японская многопрофильной корпорацией Marubeni Corporation.
В 2018 году в развитие основных мощностей ВГК инвестировала около 2 млрд руб. На разрез поступило 8 новейших мощных экскаваторов, 34 большегрузных карьерных самосвала, 8 бульдозеров, погрузчики, грейдеры, что позволило резко увеличить добычу угля.
В 2019 году парк горнодобывающей техники компании превысил 150 единиц, в том же году на Сахалин был поставлен первый карьерный экскаватор ЭКГ-20, изготовленный Уралмашзаводом. В 2019 году численность сотрудников компании составляла порядка 3000 человек.
В 2021 году ВГК эксплуатировала на Солнцевском угольном разрезе 127 единиц карьерных самосвалов.
В 2019 году для сокращения издержек и снижения вредных выбросов ВГК закупила оборудование и приступила к строительству самого протяженного в России магистрального конвейера, общая длина которого составляет 23 км. Конвейер предназначен для доставки породы в угольный порт. С 2020 по 2023 год компания вела строительные и пусконаладочные работы.
В 2020 году ВГК оптимизировала доставку топлива на Солнцевский разрез, построив в угольном морском порту Шахтерска наливной терминал, сократив доставку топлива с 300 до 30 километров. В июле 2020 года в угольном порту разгрузился первый танкер. 
В 2020 году компаний начала монтировать магистральный угольный конвейер. В 2021 году был начат монтаж высотных конструкций конвейера. В 2022 году компания приступила к монтажу ленты конвейера. Запуск конвейера запланирован на 2024 год.
Конвейер будет состоять из трёх участков, два из которых уже прошли стадию тестовой эксплуатации. Комплекс будет оснащён самыми современными системами аспирации с пылеулавливающим оборудованием последнего поколения.
Запуск конвейера позволит снизить нагрузку на дороги в Углегорском районе и сократить выбросы в атмосферу при транспортировке сырья. Проект строительства угольного конвейера входит в состав Зеленого угольного кластера. А сам кластер является частью стратегии Сахалинской области по достижению углеродной нейтральности до 2025 года. 
10 июля 2021 года рядом со складом временного хранения Солнцевского угольного разреза произошёл обвал отработанной породы в долину реки Желтой, по сообщению ТАСС угрозы населению и объектам жизнедеятельности не было. В течение недели для ликвидации последствий обвала был построен обводной канал. 26 июля Ростехнадзором работа разреза была приостановлена. 27 июля 2021 года предприятие обратилось с ходатайством о снятии ограничений, предоставило документы, которые подтвердили устранение выявленных нарушений, после чего Сахалинское управление Ростехнадзора приняло решение о снятии временного запрета деятельности Солнцевского угольного разреза.
Осенью 2021 года компания начала работы, связанные со строительством ветропарка для обеспечения электроснабжения ключевых производственных объектов компании. 
В 2023 году по данным отчета РЭА Минэнерго РФ ВГК лидировала в списке угольных компаний по уровню зарплат. Среднемесячный заработок в компании составлял почти 130 тысяч рублей, квалифицированные и опытные специалисты получали до 350 000 рублей. За 2022 год зарплата в ВГК выросла на 20%.

## Показатели деятельности
В 2015 году объём добычи на Солнцевском угольном разрезе составил 3,2 млн тонн угля.
В 2016 году объёмы добычи составили 4 млн тонн, объём отгрузки — 3,1 млн тонн.
В 2017 году компания отправила на экспорт 4,9 миллионов тонн угля.
В 2019 году ВГК добыла на Сахалине 9,3 млн тонн угля. Общий объём добычи в 2020 году составил 11 млн тонн угля.
В 2023 году добыча на Солнцевском разрезе составила 14,2 млн тонн угля, в 2024 году планируется довести показатель до 15,2 млн тонн

## Экологические проекты
ВГК реализует природоохранные мероприятия в регионе. В апреле 2024 года ВГК завершила работы по обустройству нового русла реки Жёлтой, создаются современные очистные сооружения. Общая стоимость экопроекта составила более 320 млн ₽. В рамках реализации экопроектов в 2024 году ВГК высаживает 180 га леса, а также выпустила в сахалинские реки 300 тысяч особей лосося. Специалисты ВГК регулярно проверяют качество воды в реках Сахалина, а также проводят учения по ликвидации последствий ЧП. 
До конца года ВГК высадит на территории Углегорского района 360 тысяч деревьев на площади 180 гектаров. В 2023 году ВГК совместно со школьниками Углегорского района высадила 400 тысяч саженцев ели, сосны и лиственницы. С 2020 по 2022 год ВГК при поддержке лесных хозяйств Сахалинской области высадила 209 гектаров лесных культур.
ВГК реализует масштабную программу по зарыблению рек в Углегорском районе. В 2023 году ВГК выпустила 400 000 мальков горбуши в реку Лесогорку.  В 2024 году реки Орловка и Покосная на средства ВГК выпустили более 300 000 мальков лосося. Программа добровольного зарыбления подготовлена по рекомендациям сахалинских ученых и рассчитана до 2026 года.